# Kostel Povýšení svatého Kříže (Chlistov)
Kostel Povýšení svatého Kříže v Chlistově je původně gotická stavba z lomového kamene z poloviny 14. století. Nachází se v jižní části obce Chlistov v okrese Klatovy v Plzeňském kraji.
Status kostela prošel v průběhu let několika změnami. Přestože byl původně založen jako farní kostel, stal se později filiálním a spadal pod správu zdebořické farnosti. Další změna nastala roku 1785 za Josefa II., kdy byla v obci zavedena lokálie, ale roku 1857 byl status opět změněn a povýšen na faru.

## Historie
Vznik tohoto původně gotického kostela se datuje do doby kolem poloviny 14. století. První písemná zmínka o něm pochází z roku 1360. Z této doby pochází presbytář s žebrovou klenbou a předpokládá se, že v této fázi také vznikl triumfální oblouk.
Renesanční a barokní úpravy nejsou na kostele nijak významně patrné. 
Zřejmě v roce 1865 vypukl v kostele požár a stavba vyhořela. Proto musela být zbourána část poničené věže. Je možné, že krov a strop nad východní částí lodi a krov presbytáře pocházejí z oprav, jež následovaly.
V období mezi lety 1898–1900 proběhly na kostele novogotické úpravy, jež s sebou přinesly podstatné změny. K hlavním úpravám patří výstavba nové věže, prodloužení lodi s výstavbou nového štítu a zavedení portálu jak v průčelí, tak na jižní straně lodi. Dále byla přestavěna okna v presbytáři i kostelní lodi a vznikla nová sakristie.
V roce 1927 proběhla renovace, která se zaměřila na opravu střechy, a mezi lety 1963–1989 následovala renovace fasády.

## Stavební podoba

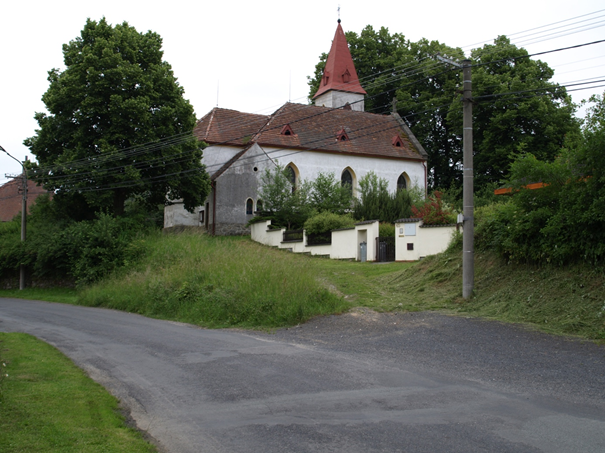
Pohled na polohu kostela

Jedná se o jednolodní kostel, jehož plochostropou loď obdélného půdorysu zakončuje pětiboký presbytář. Kněžiště je zaklenuto žebrovou klenbou o šesti dílech. V prostoru presbytáře se na severní straně nachází čtyřhranný kamenný sanktuář s masivní obrubou uzavřený železnými dvířky. Na  jižní stěně je vloženo profilované gotické sedile, které je segmentově zaklenuté. Na severní stěnu presbytáře navazuje mladší sakristie, do níž se vchází portálem ve východní stěně.
Kostelní loď je od presbytáře oddělena lomeným triumfálním obloukem. V prostoru lodě je mezi dvěma okny na jižní straně umístěn sedlový vstupní portál. V blízkosti západního nároží stojí hranolovitá věž se čtyřmi podlažími. Na západním průčelí kostela se nachází další vstupní portál, který má v tomto případě  hrotitý tvar, a po jeho stranách se nacházejí náhrobní kameny. Nad portálem je umístěno hrotité okno, které osvětluje prostor kruchty uvnitř kostela.